# Прапор Кіндрашівки
Пра́пор Кіндраші́вки — один з офіційних символів села Кіндрашівка, Куп'янський район Харківської області, затверджений рішенням сесії Кіндрашівської сільської ради.

## Опис прапора
Квадратне полотнище з вміщеними на ньому кольорами і фігурами малого герба.